# Túnel Naya

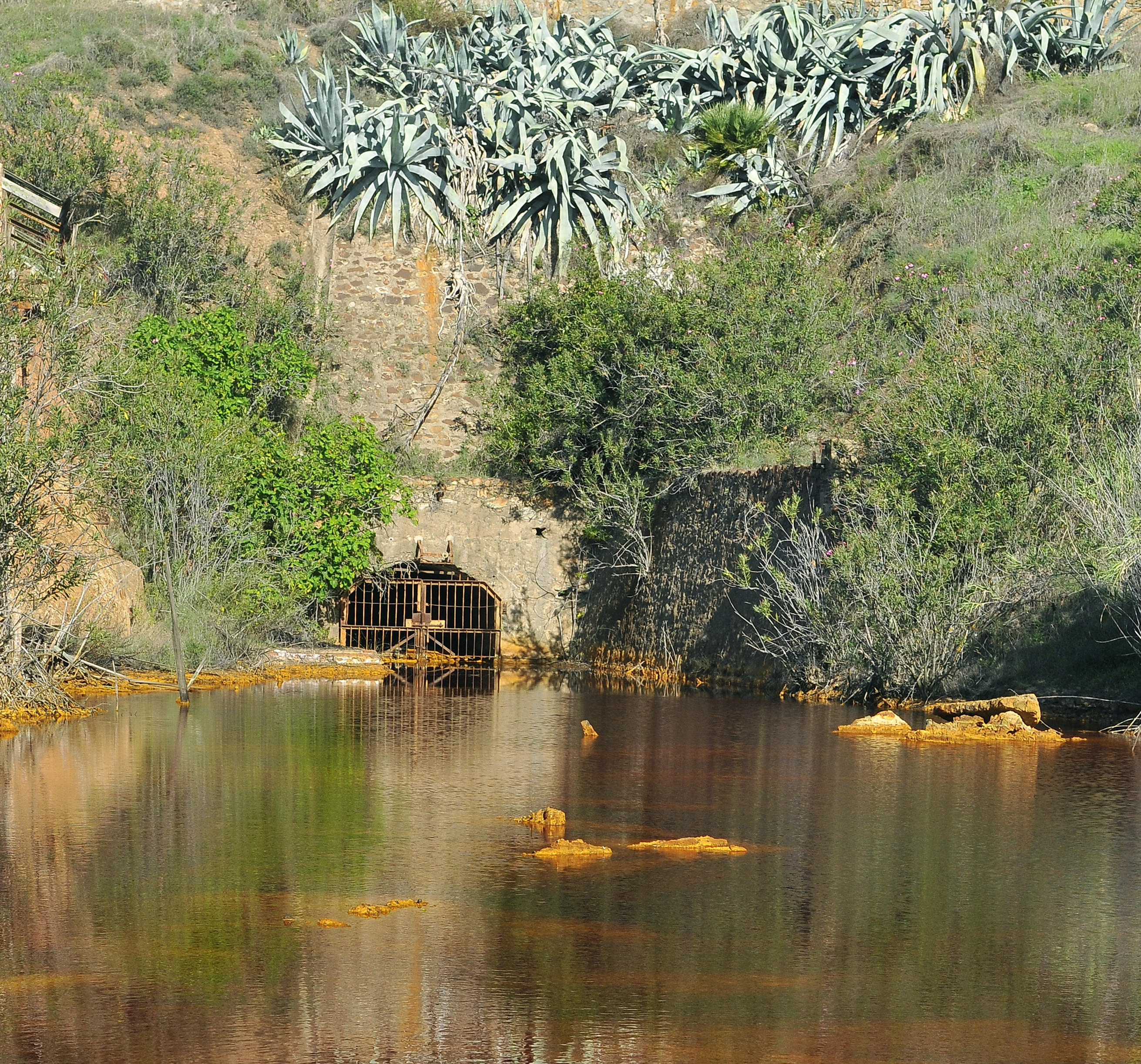
Boca de entrada al túnel Naya, parcialmente inundada (2014).

El túnel Naya, también denominado túnel n.º 16, fue una instalación minera subterránea situada en el municipio español de Minas de Riotinto, en la provincia de Huelva, comunidad autónoma de Andalucía. Debía su nombre por encontrarse ubicado junto al poblado obrero de La Naya, en la zona de Zarandas-Naya. El túnel tenía una longitud de unos 7 kilómetros y era utilizado para trasladar los materiales extraídos desde Corta Atalaya hasta el ferrocarril minero. En actualidad se encuentra clausurado y no presta servicio.
En la boca de entrada del túnel se levantó una estación, así como unas cocheras para locomotoras.

## Historia
El túnel fue construido a principios de siglo XX por la Rio Tinto Company Limited (RTC) para conectar todas las explotaciones mineras que poseía con la zona de Zarandas, desde donde se clasificaba y distribuía el mineral para su posterior transporte por ferrocarril. Fue inaugurado en 1916, permitiendo el movimiento de minerales desde el piso 16 de Corta Atalaya. Las dimensiones del túnel eran de 7 kilómetros de longitud, con una sección de 2,92 metros de anchura y 2,69 metros de altura. Conectaba las dos cortas, Atalaya y Filón Sur, con Zarandas-Naya. Inicialmente el servicio de arrastre dentro del túnel se hizo mediante locomotoras de vapor, aunque en 1924 estas fueron sustituidas por locomotoras eléctricas del tipo Trole de 20 toneladas que estaban alimentadas a través de pantógrafo. El túnel se mantuvo operativo hasta su clausura el 9 de febrero de 1981. En la actualidad las instalaciones se encuentran fuera de servicio y anegadas por las filtraciones de agua hacia su interior.